# Cill Rónáin
Cill Rónáin (Engels: Kilronan) is een plaats in het Ierse graafschap Galway. het is de belangrijkste nederzetting op Inishmore het grootste van de Araneilanden. De plaats telt 270 inwoners en maakt deel uit van de Gaeltacht.